# João Paulo Gomes da Costa
João Paulo Gomes da Costa, mais conhecido como João Paulo (Rio de Janeiro, 1 de julho de 1986), é um ex-futebolista brasileiro que atuava como lateral-esquerdo e meia.

## Carreira

### Início
João Paulo iniciou a sua carreira no Tombense em 2000 nas categorias de base, onde ainda tentou a sorte em clubes como Vitória, Atlético Mineiro e Internacional, contudo a sua estreia em um time profissional ocorreu pelo Avaí, em 2005. Como não conseguiu se firmar no time catarinense, o lateral seguiu por Rio Claro, Novo Hamburgo, Gama, Treze e Mogi Mirim, onde chegou em 2011.

### Mogi Mirim
Pelo Mogi Mirim, foi eleito o melhor lateral-esquerdo do Campeonato Paulista de 2012. O clube do interior paulista adquiriu o passe de João Paulo e o emprestou ao Guarani, em 2011.

### Ponte Preta
Em 2012, foi novamente emprestado, desta vez a Ponte Preta.

### Flamengo
Com passagem de destaque por este último, acabou sendo contratado pelo Flamengo em 2013 por empréstimo. Logo na sua estreia, contra o Volta Redonda, assumiu a titularidade e barrou Ramon. Com a chegada de Jorginho voltou a ser reserva.
Marcou seu primeiro gol pelo Rubro-Negro na vitória por 2 a 1 diante do Bangu, em partida válida pelo Campeonato Carioca. Marcou novamente diante da Portuguesa em uma cobrança de pênalti em um empate por 1 a 1 em partida válida pelo Campeonato Brasileiro. Com a chega do lateral André Santos, João Paulo acabou sendo reserva no resto da temporada. Voltou a marcar pelo Flamengo em uma derrota por 2 a 1 para o Grêmio.
No ano seguinte João Paulo acabou passando a ser titular na lateral-esquerda após a saída do lateral André Santos, e acabou tendo destaque na reta final do Campeonato Brasileiro com várias participações na maioria dos gols do atacante Eduardo da Silva. Mas no fim da temporada João Paulo não teve seu vínculo renovado com o Flamengo.

### Palmeiras
Fora dos planos do Flamengo, foi emprestado por uma temporada ao Palmeiras, pelo qual se sagrou campeão da Copa do Brasil de 2015. Ao fim da temporada, o jogador não teve seu contrato renovado.

### Bahia
O Bahia fechou mais uma contratação para a temporada 2016. O lateral-esquerdo João Paulo está reforçando a equipe comandada por Doriva durante o Campeonato Baiano, a Copa do Nordeste e o Brasileirão Série B.

### Figueirense
No dia 31 de janeiro de 2017, João Paulo foi confirmado como novo reforço do Figueirense, por uma temporada.

### América
Em 21 de dezembro de 2018, o América-MG fechou a contratação de João Paulo. O jogador, de 32 anos, assinou contrato com o Coelho até dezembro de 2019.
João Paulo deixou o América após 4 temporadas, ele defendeu o Coelho em 111 oportunidades, anotando três gols e seis assistências neste período.

## Títulos
Treze
- Campeonato Paraibano: 2010

Mogi Mirim
- Campeonato Paulista do Interior: 2012

Flamengo
- Troféu 125 anos de Uberlândia: 2013
- Copa do Brasil : 2013
- Taça Guanabara: 2014
- Torneio Super Clássicos: 2013, 2014
- Campeonato Carioca: 2014

Palmeiras
- Copa do Brasil: 2015

Figueirense
- Campeonato Catarinense: 2018

### Prêmios individuais
- Troféu Guará para o Melhor Lateral esquerdo do ano: 2019